# ويليام بومان
السير وليام بومان، البارون الأول (بالإنجليزية: Sir William Bowman)‏ (ولد 20 يوليو 1816 – 29 مارس 1892) هو جراح وعالم أنسجة وعالم تشريح إنجليزي. عرف بأبحاثه باستخدام المجاهر لدراسة مختلف الأعضاء البشرية، على الرغم من أنه نجح بحياته المهنية باعتباره أخصائي العيون.

## حياته ومسيرته المهنية
ولد في نانتويتش، مقاطعة تشيشير في إنجلترا، التحق بمدرسة هازيلوود بالقرب من برمنغهام عام 1826. وربما كان لحادثة البارود التي حصلت في طفولته تأثير جعله يوجه اهتمامه للطب، وكان يتتلمذ على الجراح جوزيف هودجسون في مستشفى برمنغهام العام في عام 1832. غادر برمنغهام في عام 1837 لمزيد من التدريب كجراح والتحق بكلية الملك في لندن، حيث عمل كمُشَرِّحٌ مُوَجَّه تحت إشراف الدكتور روبرت بنتلي تود، أستاذ علم وظائف الأعضاء.
وكان من أوائل أعماله البارزة والملحوظة هو العمل على تركيب بنية العضلات والتي انتخب لأجلها زميلا في الجمعية الملكية في عام 1841. في سن الشباب وبعمر 25 عاما، حدد ما أصبح يعرف باسم محفظة بومان، وهي عنصر أساسي في الوحدة الأنبوبية الكلوية. وعرض النتائج التي توصل إليها في عام 1842 على الجمعية الملكية وحصل على الميدالية الملكية. تعاونه مع تود أدى إلى نشر خمسة مجلدات «علم التشريح الفسيولوجي وعلم وظائف الأعضاء» (1843-1856) و«موسوعة علم التشريح وعلم وظائف الأعضاء» (1852)، والتي تحتوي على أبحاث مفصلة عن المجهر وعلم الأنسجة المتعلق بالتشريح وعلم الوظائف الفسيولوجية. ويعتبر استخدام المجهر ثورة في دراسة علم التشريح وعلم وظائف الأعضاء. وبصرف النظر عن محفظة بومان، تشمل الهياكل التشريحية الأخرى التي سميت باسمه ما يلي:
- غدد بومان — في الغشاء المخاطي الشمي.
- غشاء بومان — الغشاء الأمامي في القرنية.

بعد الانتهاء من التدريب الجراحي في عام 1844، مارس بومان طب العيون في مستشفى لندن الملكي للعيون (عرف فيما بعد باسم مستشفى مورفيلدز للعيون). وكان من أوائل من استخدم منظار قاع العين الذي اخترعه هرمان فون هلمهولتز في عام 1851. ما بين 1848 و 1855، كان يدرٌِس في كلية الملك. في عام 1880 أسس مجتمع العيون، الذي أصبح فيما بعد الكلية الملكية لأطباء العيون.
في عام 1884 أعطته الملكة فيكتوريا لقب بارون. توفي في 29 آذار / مارس 1892 ودُفن في الكنيسة المجاورة من هولمبوري سانت ماري.

## حياته الأسرية
في 28 ديسمبر 1842 تزوج هارييت البنت الخامسة لتوماس باجيت وأنجبت له سبعة أطفال.
توفيت زوجته في الخامس والعشرين من أكتوبر 1900. وقد خلفه ابنه الأكبر سير باجيت بومان.

## منشورات للسير وليام بومان
- Todd، Robert Bentley؛ Bowman، William (1857)، The Physiological Anatomy and Physiology of Man، Blanchard and Lea، مؤرشف من الأصل في 2020-01-26، اطلع عليه بتاريخ 2008-08-03, تحميل متاح في كتب جوجل.
- Bowman، William (1849)، Lectures on the parts concerned in the operations on the eye, and on the structure of the retina: Delivered at the Royal London Ophthalmic Hospital, Moorfields, June 1847. To which are Added, a Paper on the Vitreous Humor; and Also a Few Cases of Ophthalmic Disease، Longman, Brown, Green, and Longmans، مؤرشف من الأصل في 2020-02-13, تحميل متاح في كتب جوجل.

## وصلات خارجية
- ويليام بومان على موقع الموسوعة البريطانية (الإنجليزية)

- Heath, Parker. Sir William Bowman. Bull Med Libr Assoc. 1936 May; 24(4): 205–208. Scanned pages of the original article, at PubMed Central.
- Thomas, K.B. The manuscripts of Sir William Bowman. Med Hist. 1966 July; 10(3): 245–256. PDF article at PubMed Central.